# Giuseppe Imperiale
Giuseppe Imperiale (Foggia, 24 settembre 1897 – Foggia, 24 febbraio 1964) è stato un politico italiano.

## Biografia

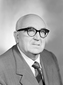

Deputato dell'Assemblea Costituente nelle file del Partito Comunista Italiano viene confermato di diritto alla Camera dei deputati nella I legislatura ed eletto a senatore della Repubblica nella II e III.
Dal 1947 al 1948 ha ricoperto la carica di sindaco di Foggia.